# F-toets
De F-toets is een statistische toets om na te gaan of van twee normale verdelingen de varianties verschillen. De F-toets wordt gebruikt bij variantie-analyse en is een parametrische toets omdat de verdeling normaal moet zijn.
De F-toets is toepasbaar in een situatie van twee onderling onafhankelijke aselecte steekproeven.
- Steekproef 1, {\displaystyle X_{1},\ldots ,X_{m}}, heeft omvang {\displaystyle m} en wordt geacht uit een {\displaystyle N(\mu _{X},\sigma _{X}^{2})-}verdeling te komen;
- Steekproef 2, {\displaystyle Y_{1},\ldots ,Y_{n}}, heeft omvang {\displaystyle n} en wordt geacht uit een {\displaystyle N(\mu _{Y},\sigma _{Y}^{2})-}verdeling te komen.

De toets verwerpt de nulhypothese
{\displaystyle H_{0}:\sigma _{X}=\sigma _{Y}}
op basis van de toetsingsgrootheid:
{\displaystyle F={\frac {S_{X}^{2}}{S_{Y}^{2}}}},
waarin {\displaystyle S_{X}^{2}} en {\displaystyle S_{Y}^{2}} de gebruikelijke steekproefvarianties zijn van de beide steekproeven.
De toetsingsgrootheid {\displaystyle F} heeft onder de nulhypothese een F-verdeling met {\displaystyle m-1} vrijheidsgraden in de teller en {\displaystyle n-1} vrijheidsgraden in de noemer.
Afhankelijk van de gekozen alternatieve hypothese wordt de nulhypothese verworpen voor te kleine of te grote waarden van {\displaystyle F}.

Zie ook: Kruskall-Wallis, significantie en p-waarde
schatten · t-toets · F-toets · chi-kwadraattoets · Wilcoxontoets · rangtekentoets · verdelingsvrije toets · Kolmogorov-Smirnov · Kruskall-Wallis · kleinste-kwadratenmethode · lineaire regressie